# Armando Cosani
Armando Cosani Sologuren foi um jornalista, correspondente, tradutor e escritor peruano, célebre pela publicação, em 1953, do livro "O Voo da Serpente Emplumada" onde narra o encontro dele, o autor, com Judas de Kariot, discípulo de Jesus de Nazaret, e contrapondo-se ao "mito" de que este houvera sido um traidor.

## Biografia
A família de Armando era radicada na cidade de Tacna, no Peru. Lá viviam seus avós Manuela Esther Basadre Forero [que depois de casada passou a assinar Manuela Esther Sologuren Vargas] e o esposo Mariano Casimiro Sologuren Vargas. Dentre os filhos do casal estavam: Carmem Sologuren y Basadre; Santiago Sologuren y Basadre; Luisa Sologuren y Basadre;  Esther Sologuren y Basadre (mãe de Armando Cosani Sologuren); Ricardo Sologuren y Basadre; Enrique Sologúren Basadre nascido em 1885 e Sara Sologuren y Basadre, nascida em 1887, no Chile e morta em 1888 (também no Chile), com apenas 1 ano de vida. e foi em Tacna que nasceu Armando filho do casal, o italiano Giussepe Cosani de Francesqui  . A esposa de Armando chamava-se Graciela e o casal teve uma filha cujo nome era o mesmo da mãe.
Armando era irmão de Esther Cosani Sologuren (1914-2001  renomada escritora chilena. Ilustradora e novelista e autora de "Lendas da velha casa" e "Lendas da flauta", (1938); "Para saber e contar" (1939); "As desventuras de Andrajo" (1942); "Contos a Pelusa" e "A casa dos ratos" (1943); "Contos a Beatriz" (1957); "Uma história de anjos" e "Rimas" (1994); "Contos de Tocorí da Serra" (1995). 
A família Sologuren, além do Peru, tinha também suas ramificações em Arica e Santiago, no Chile; Espanha; Colômbia; Venezuela; Bolívia, etc.
Em uma definição de si próprio Cosani, dizia-se ser um agnóstico, mas não cético; de visão científica da vida, porém, não materialista ou ateu. Confusamente, Cosani, era católico e frequentava com certa regularidade uma igreja local, aonde ia com a intenção maior de solicitar ajuda ao Jesus Cristo para por um fim em sua complicada situação econômica e foi ali ali naquele templo religioso que, em uma de suas idas e vindas, ele deparou-se com um intrigante e misterioso senhor, cuja definição assim ele descreve: “todo ele era um sorriso”
Em 1939 ele era correspondente de imprensa do United Press, no Chile e foi o responsável por cobrir o Terremoto de Chillán, ocorrido em Chillán, e, 24 de janeiro, daquele mesmo, atingindo todas as cidades próximas com uma intensidade de 7,8 na escala de Richter, registrando mais de 30.000 vítimas. A situação era calamitosa e Armando, acampado em Concepción, transmitia, por ondas de rádio, para Santiago, as notícias. Assim se reportavam os jornais da época:

As “... autoridades na zona do terremoto apreenderam todos os suprimentos de comida e estabeleceu cozinhas comunitárias. Mortos insepultos... [...] ...o técnico de rádio, Rodrigues Johnson, voltou para Santiago a partir de Concepción, uma das grandes cidades duramente atingidas pelo terremoto,
e relatou a situação alimentar tão aguda que Armando Cosani, a equipe do United Press e assistentes não tiveram nada para comer durante dois dias, e que somente mínimas quantidades de água potável estavam disponíveis.

Do Chile Cosani vai [provavelmente] para a Argentina, a considerar pelo fato de que em 1942, durante a Segunda Grande Guerra Mundial, ele havia sido recrutado pela Abwehr, o serviço de inteligência alemão, sediado no Chile, como correspondente, para fornecer informações sobre os assuntos norte-americanos e três anos mais tarde, em 1945, ele foi preso pelas autoridades argentinas e deportado para a Bolívia, sua terra natal.
Em La Paz, Cosani manteve contato direto com embaixadores de diversos países, porém o mais destacado dos contatos, foi com o presidente Gualberto Villarroel López. Todavia a sequência de acontecimentos no país, marcada pelo assassinato de opositores políticos, em fins de 1944, pelo autoritarismo e pela intolerância, levou o governo de Villarroel ao desastre e à consequente renúncia, em 21 de julho de 1946. A multidão, em sua maioria operários e estudantes, juntamente com o oposicionista PIR (Partido de Isquierda Revolucionária). Os inssurrectos invadiram o "Palácio Queimado", lincharam e penduraram-no pelo pescoço, ao já morto ex-presidente, na sacada do palácio no mesmo dia de sua renúncia. Temendo por sua vida, Cosani deixa a Bolívia e segue [provavelmente] para o México.
Sobre esta época assim se reporta Cosani:

"... foram destruídos quatro agências oficiais de inteligência aqui e em todos os edifícios, outras repartições foram danificadas. Novas detenções. Revoltas Antifascistas pelo ditador..."

No México, pelos idos de 1948 [segundo relatos, juntamente com Rodney Collin,  discípulo de Ouspenski, fundam um Grupo de Estudos do Quarto Caminho na América Latina. Deste grupo fazem parte alguns britânicos, entre eles o próprio Collin e John Grepe, alguns mexicanos e integrantes de outras nacionalidades, a exemplo de Cosani. No ano seguinte, Cosani começa a trabalhar na tradução de alguns livros de Ouspenski e Maurice Nicoll e, para editar e difundi-los, Collin, fundou a "Editorial Sol".
Em 1954, Cosani figura como colaborador em um complemento literário do jornal “Solidaridad Obrera”, cujo conteúdo era direcionado a trabalhadores da CNT da Espanha (Confederação Nacional do Trabalho da Espanha, exilados na França. Eram também colaboradores: F. Gomez, Enrique Rioja, Luis Capdevila, Prosper Alfaric, J. Prado Rodríguez, Puyol, J. Chicharro de León, Julio de Huici, J. Cañada Puero, C. G. Bjurstrom, Waldemar Kaempffert, El Lego de Cluny, Juan Sin Tierra, P. Calderon de la Rambla, Enrique Rioja, Emilio Ucar, Arturo Calderon, Garcia Tella e Mariano Viñuales. No ano seguinte, em 1955, ele e Collin levam os ensinamentos do Quarto Caminho para Buenos Aires e Peru, onde fundam grupos da instituição. Alguns anos mais tarde, Cosani dedica-se à tradução de autores diversos de esoterismo, desta vez radicada no Argentina.

## O Voo da Serpente Emplumada
Primeira parte
Na primeira parte do livro, o autor faz uma apresentação do que viria a se desenrolar na obra escrita, fala de seu encontro com aquela que o inspiraria a escrever o livro, fala sobre sua profissão de jornalista e um tanto do que a América Latina vivia por aqueles anos da década de 1940.
Fala um tanto sobre suas desventuras e através de diálogos enriquecidos e de grandes lições, apresenta-nos aquele, que seria uma espécie de preceptor para ele. E, por fim fala nesta primeira parte sobre a necessidade de escrever o livro
Segunda parte
A segunda parte do livro, dona de uma beleza mística e poética, fica devotada quase que exclusivamente, a discorrer sobre a antiga cultura maia (a “Sagrada Terra Maya”) e os seus ensinamentos misteriosos ou secretos. Fala também sobre a “Sagrada Princesa Sac-Nicté” ou a “Branca Flor do Mayab”. 
Terceira parte
Já na terceira parte o autor fala sobre o estranho personagem que se apresentara a ele na primeira pare do livro, e que é identificado como Judas de Kariot. Os acontecimentos entre Jesus de Nazaré e Judas de Kariot, desde o seu encontro até o drama da crucificação, são narrados segundo uma nova ótica, onde Judas é apresentado, como como traidor e sim como o mais exaltado dos discípulos de Jesus: O único capaz de suportar as dores daquele papel de “traidor”.

### Outros autores
Outros autores igualmente dispuseram-se a discorrer sobre o tema da "Serpente emplumada" ou o "Pássaro serpente", como Jack Farrel, D. H. Lawrence, Alberto Beuttenmuller, Xu Xiaobin, Nivaldo Cruz (Ordem da Serpente emplumada), Armando Torres, discípulo de Carlos Castañeda (O segredo da Serpente emplumada), Luís A. Weber Salvi (A Serpente Emplumada) falando sobre a A Tradição Tolteca. A mitologia maia faz referência a Quetzalcoatl, ou o pássaro serpente (Serpente Emplumada), a principal divindade do panteão “azteca/maia”.
Segundo a lenda o deus Kukulkam (ou Kukumatz), uma serpente voadora, chegou à Terra na figura de Quetzalcoatl:

"Ele veio de uma terra estranha do sol nascente,

em trajes alvos e usava barba.

Ensinou ao povo todas as ciências, artes, costumes

e decretou leis de muito bom senso.

Sob sua orientação, as espigas de milho alcançavam o porte de um homem

e o algodão já era colhido colorido.

Quando Quetzalcoatl deu por concluída sua missão,

saiu a pregar sua doutrina, caminhando em direção ao mar.

Na costa embarcou num 'navio' que o levou até a estrela d'alva.

Quetzalcoatl prometeu voltar quando as grandes obras arquitetônicas,

previstas no calendário maia, estivessem prontas."

Fonte: The Riddle and Rediscovery of a lost Civilization - 1985

Entretanto o livro "O Voo da Serpente Emplumada" de Armando Cosani, escrito em meados da década de 1950 e editado pela primeira vez em 1953, é um relato enriquecido e de conteúdo esotérico, etc. No livro percebe-se uma ligação direta entre o autor, Armando Cosani e o seu, por assim dizer, preceptor, cujo nome permanecerá uma incógnita. Em diversas passagens do texto, entretanto, observa-se, que o estranho personagem é, na verdade, Judas de Kariot, o discípulo de Jesus. O encontro entre ambos é suposto como sendo entre 1938-1939, na Argentina.
No enredo rico e poético, além de estabelecer a unidade do ensinamento esotérico notadamente os escritos, tradições e costumes maias, com trechos do Chilam Balam de Chuyamel, o Popol Vuh, etc, nota-se uma profunda relação de confiança e amizade entre ambos, os quais passam a figurar como mestre e discípulo.
O livro foi escrito provavelmente entre 1938 e 1939 na Argentina quando lá esteve o autor, por esta época e para onde retornou depois da Segunda Guerra Mundial. Cosani era membro da Marinha e após sua baixa, que se deu por ferimentos de guerra, especialmente em sua perna, foi-lhe dada "baixa" para que pudesse prosseguir sua vida. O livro é dividido em três partes distintas e ao mesmo tempo integradas.

### Textos correlatos
A articulista Ana Paula Chinelli, em um artigo para a Revista Super interessante de maio de 2006, relativamente ao Evangelho de Judas diz o seguinte:

"...O evangelho segundo Judas Por dois milênios, Judas foi apontado como o maior traidor de Jesus. Agora, documentos sugerem que ele pode ser sido o mais fiel de seus seguidores... [...] o documento narra os episódios ocorridos durante a semana que antecede a Páscoa judaica no ano de 33 d.C. (os dias imediatamente anteriores à prisão de Jesus) e mostra uma versão completamente diferente da que tínhamos acesso até hoje. No relato, Judas é descrito como o discípulo mais próximo de Jesus, o único capaz de compreender a essência de seus ensinamentos.
Por fim, Jesus revela que Judas será superior a todos os homens porque ”sacrificará o homem que me veste”. E revela a missão do discípulo: matar a parte física para livrar o mestre de seu corpo, ou seja, do reino inferior que aprisionava o espírito divino de Jesus. Judas cumpre à risca as ordens: imediatamente procura os sacerdotes para denunciar o líder. Pelo serviço, embolsou algum dinheiro – o valor não é especificado. Nesse momento, o evangelho acaba, abruptamente.

Kenneth Hanson em seu livro "Segredos da bíblia perdida", pg, 239, diz:

"...No evangelho [apocrifo] de Judas consta o seguinte: Jesus diz:" Mas tu, Judas superarás a todos, pois deverás sacrificar o homem exterior que reveste o meu ser interior... [...] em uma passagem do Evangelho de João, quando Jesus se dirige a Judas e diz: “O que tens de fazer, faze-o depressa” (João 13,27). A narrativa diz que os outros discípulos se perguntavam por que Jesus havia feito essa comunicação pessoal a um deles. Havia alguma coisa subentendida, implícita? Alguma coisa combinada antecipadamente? O Evangelho de Judas oferece os detalhes dessa relação especial."

Outro autor, Enrico Galavotti, à pg 250 de seu livro "Umano e Politico. Biografia demistificata del Cristo", diz que a [suposta] "traição" foi uma "...solução mística, seguramente eficaz... [...] e que "...precisamente por causa da traição, Jesus foi capaz de mostrar até que ponto foi o seu grande amor para os seres humanos. Justificando a traição de Judas..."

## Obras
- O Voo da Serpente Emplumada (em castelhano) [27]
  - [editado em italiano com o título:] Judas - Traição ou Plano Divino?[28]

### Traduções
- "Um Novo Modelo do Universo: Os princípios do método psicológico em sua aplicação aos problemas da ciência, a religião e a arte", de P.D. Ouspensky[29][30] (em castelhano) [31]
- Em busca do milagroso: fragmentos de um ensinamento desconhecido, de P. D. Ouspensky. (em castelhano) [32]
- O Novo Homem”, de Maurice Nicoll (em castelhano) [33]
- O Tempo Vivo e a integração da vida”, de Maurice Nicoll (em castelhano)  - [34]
- O assassinato deve esperar, de Arthur W Upfield (em castelhano) [35] - 1956[36]
- As minas do Rei Salomão, de Henry Rider Haggard (em castelhano) [37]
- O super cérebro, do Dr. H J Campbell (Herbert James) (em castelhano)[38]
- Introdução à psicologia de Jung, de Frieda Fordham (em castelhano) 1955[39]
- “Europa – peninsula asiática”, Solidaridad obrera. Suplemento literario - (Outubro de 1954), 16.